# 鹿躍酒莊
鹿躍酒莊（英語：Stags' Leap Winery）是一家位於美國加利福尼亞州納帕谷鹿躍區的酒莊，該酒莊佔地240英畝的莊園於1893年首次種植葡萄。1997年，酒莊被Beringer Wine Estates收購，2000年又被澳大利亞公司Foster's Group收購，該公司的兩個葡萄酒集團合併為成為貝靈哲-布拉斯葡萄酒莊園。 貝靈哲-布拉斯於2011年從Foster's Group中分離出來，成為Treasury Wine Estates。